# DreamMix TV World Fighters
DreamMix TV World Fighters (яп. ドリームミックスTV ワールドファイターズ Dorīmumikkusu Tībī Wārudo Faitāzu) — видеоигра в жанре файтинга-кроссовера, разработанная Bitstep и изданная Hudson для Nintendo GameCube и PlayStation 2 18 декабря 2003 года в Японии. Проект пересекает персонажей из серий игр от Hudson и Konami и линий игрушек Takara.

## Игровой процесс
В игре участвуют до четырех игроков, управляющих бойцами из разных франшиз. Игроки перемещаются по 2D-арене и пытаются атаковать своих противников, подобно серии Super Smash Bros. Каждый персонаж может выполнить серию основных атак и один или два уникальных специальных приёма. Персонажи также могут бросать своих противников, защищаться, чтобы избежать урона, или цепляться за висячие решетки, чтобы уклоняться от противников. Игра вращается вокруг противников, заставляя их терять монеты, которые представляют их оставшуюся жизнь. Шкала внизу экрана показывает, сколько осталось живых игроков. Если игрок потеряет все свои монеты, он войдет в состояние Super Pinch, в котором он уменьшится в размере, и его душа полетит вокруг сцены. Если другой персонаж забирает душу до того, как игрок сможет это сделать, он нокаутируется, хотя он все еще может передвигаться по сцене в уменьшенной форме, чтобы мешать остальным бойцам. Последний боец, оставшийся в конце раунда, побеждает. Игра предлагает пятнадцать этапов, на которых можно сражаться на основе представленных франшиз, таких как Big Shell, Adventure Island, Treena's Tree House и Devastator. Некоторые этапы предлагают случайные опасности, которые могут помешать битве и нанести дополнительный урон, такие как плавающие головы Медузы в замке Дракулы . 
Основная одиночная кампания - World Fighters, где игроки сражаются с заранее определенной серией противников в зависимости от их персонажа, прежде чем вступить в финальную битву с Mujoe. Рейтинги шоу будут увеличиваться и уменьшаться во время этих сражений в зависимости от производительности игрока; игроки ранжируются на основе среднего рейтинга в конце кампании. «Character Soul Survival» является стандартным многопользовательским боевым режимом для четырех игроков. В игре также есть режим «Караван», который предлагает несколько мини-игр, и раздел «Библиотека» для просмотра разблокируемых профилей персонажей и сцен. 

## Сюжет
Молодежная телевизионная программа World Fighters страдает от плохого одобрения аудитории, и DreamMix TV, радиостанция, которая ведет шоу, проинформировала своих хозяев Mujoe и Haruna, что им придется исправить ситуацию или столкнуться с неизбежной отменой. Имея несколько вариантов, они реализуют неортодоксальный план: транслировать соревнования, в которых участвуют различные суперзвезды из разных реальностей физического боя, чтобы повысить рейтинг . 

## Играбельные персонажи
DreamMix TV предлагает семнадцать игровых персонажей, шесть из которых должны быть разблокированы, на основе различных игровых и игрушечных франшиз от Hudson Soft, Konami и Takara . В дополнение к играбельным персонажам, повторяющийся злодей из Bomberman Mujoe появляется в истории как один из хозяев World Fighters и как финальный босс игры, которому помогают его Hige-Hige Bandits. Оригинальный персонаж по имени Харуна также появляется в роликах в режиме истории в качестве одного из помощников Mujoe. 
| Hudson | Konami | Takara |
| --- | --- | --- |
| - Бинбагами (Momotaro Densetsu) † - Бомберман (Bomberman) - Манджимару Сэнгоку (Far East of Eden) † - Мастер Хиггинс (Adventure Island) - Момотаро (Момотаро Densetsu) - Юго Агами (Bloody Roar) | - Моаи (Gradius) † - Power Pro-Kun (Power Pros) - Саймон Белмонт (Castlevania) - Солид Снейк (Metal Gear) † - TwinBee (TwinBee) | - Аска (Cy Girls) † - Ликка Каяма (Licca-chan) - M121 Мейсон (Microman) - Мегатрон (Transformers) † - Оптимус Прайм (Transformers) - Тайсон Грейнджер (Beyblade) |

↑   : Разблокируемый персонаж